# Вільгельм фон Тегетгофф
Вільгельм фон Те́гетгофф (нім. Wilhelm von Tegetthoff; 1827—1871) військовий діяч Австрійської імперії, віце-адмірал, барон, один з найвидатніших очільників австрійських військово-морських сил. 

## Життєпис
Вільгельм фон Тегетгофф народився 23 грудня 1827 р. в штірійському місті Марбург (нині Марібор, Словенія) в родині полковника Карла фон Тегетгоффа.
Військово-морську освіту почав в 1840 р., вступивши до морської колегії у Венеції. У 1845 р. закінчив її і гардемарином розпочав плавання по Адріатиці на бризі «Монтекукколі» та корветі «Адрія».
У 1848 р. отримав мічманський чин. В лютому 1849 р. став ад'ютантом у командувача флотом фельдмаршал-лейтенанта фон Мартіні. Разом з ним виконував дипломатичні доручення при монаршому дворі Сицилії. Після повернення в Трієст на корветі «Адрія» брав участь в блокуванні Венеції.
З 1854 по 1857 р. отримав першу в житті капітанську посаду на шхуні «Елізабет». У 1857—1858 р. в науковій експедиції разом з дослідником Гейгліном досліджував береги Червоного моря та Аденської затоки. Був захоплений в полон бедуїнами, але потім викуплений. З 1858 по 1864 на різних керівних посадах у військово-морських силах.
Під час Кримської війни на кораблі Taurus контролював гирло Дунаю.

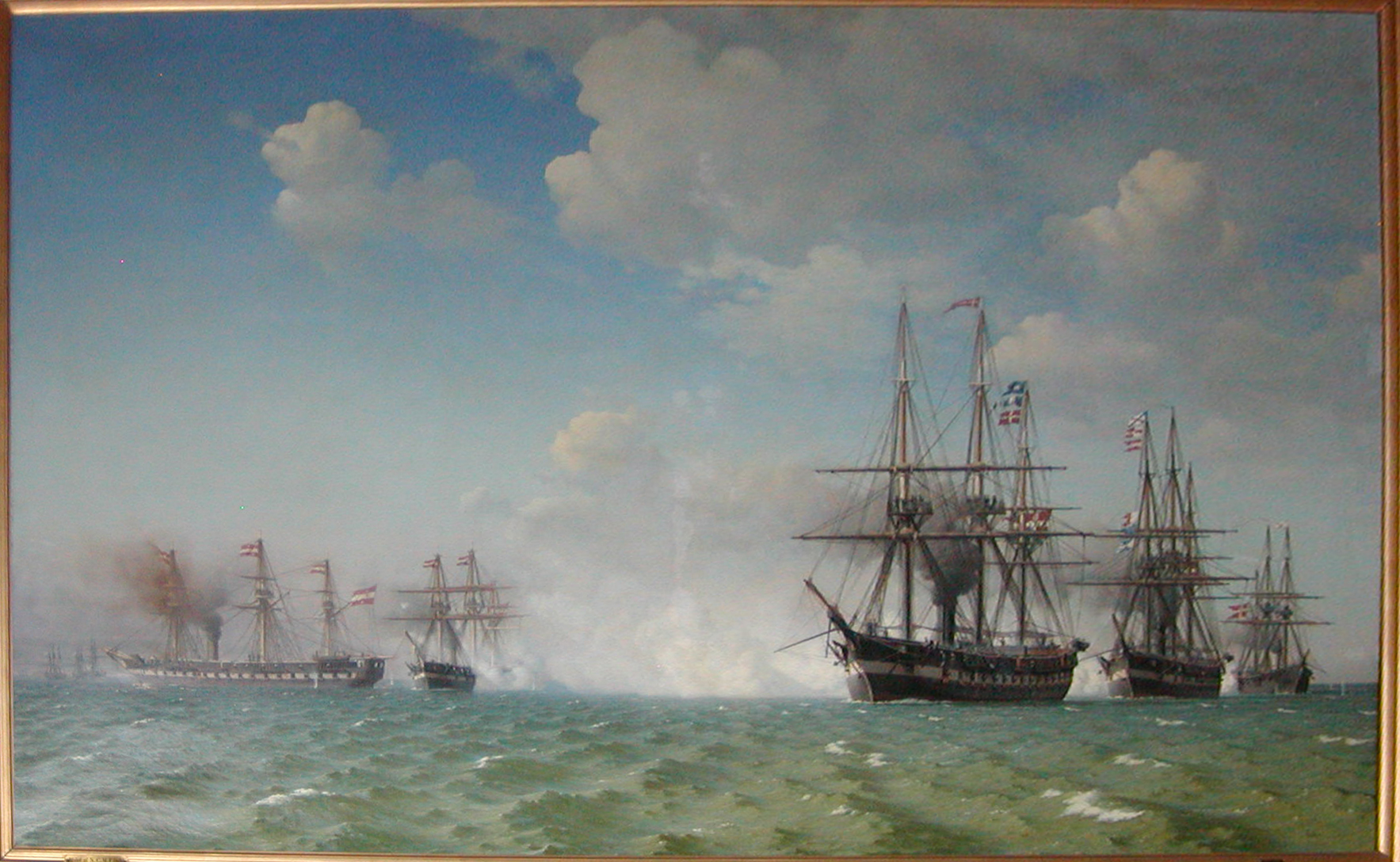
Битва біля Гельголанду, 1864 р.

З початком війни проти Данії у 1864 р. очолив австрійську ескадру і з нею направився у Північне море. Там приєднав до неї кораблі прусських ВМС і 9 травня 1864 р. очолив об'єднану ескадру в бою біля о. Гельголанд. Тегетгоффу вдалось запобігти розгрому своїх кораблів, данські ВМС перестали блокувати витік р. Ельба через перемир'я, яке розпочалось 12 травня. За цей бій був 10 травня відзначений Орденом Залізної Корони та званням контр-адмірала. З травня 1865 р. по січень 1866 р. ходив з ескадрою по Середземному та Адріатичному морю. В цей час флагманським кораблем адмірала був «Шварценберг».

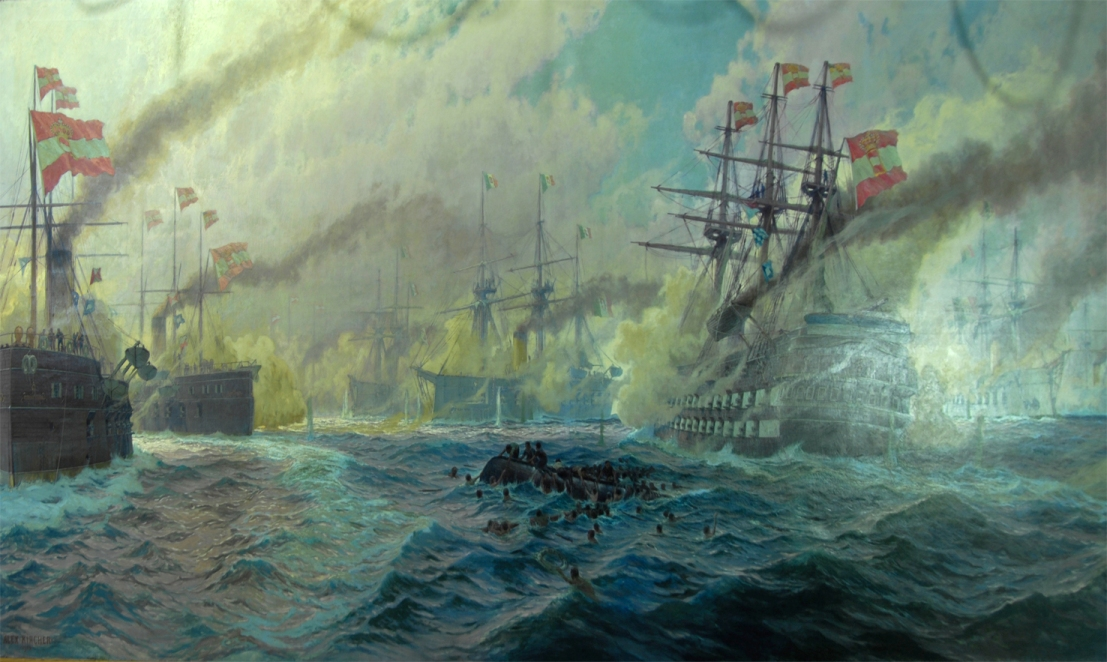
Битва біля Лісси, 1866 р. Художник Александр Кріхер (Віденський військовий музей).

У війні з Італією 1866 р. очолив австрійські ВМС. В кінці липня очолив австрійську морську ескадру, яка мала на меті деблокувати укріплення на острові Лісса і по можливості знищити італійський флот під командуванням адмірала Карло ді Персано. Італійці мали потужніший флот, але адмірал Тегетгоф вирішив покластись на дисципліну своїх моряків та вогневу тактику спричинену на знищення броненосних кораблів. Через недостатню потужність артилерії, адміралу Тегетгоффу довелось застосовувати таран, щоб завдати удару по італійському флагманському панцернику. Сам Тегетгофф тримав свій адміральський прапор на броненосці «Ерцгерцог Фердинанд Макс». Битва біля Лісси закінчилась поразкою італійців. Вона стала першим в історії великим боєм парових броньованих кораблів.
За цей бій Тегетгофф отримав звання віце-адмірала та Військовий Орден Марії Терезії. З 1866 р. подорожував, був у Франції, Англії та США. У 1867 р. супроводжував тіло свого колишнього керівника та мексиканського імператора Максиміліана І Габсбурга на батьківщину на фрегаті «Новара». Отримав чин таємного радника та по життєве місце у Верхній палаті Рейхсрату. З 1868 р. — командувач австрійських ВМС.
Помер 7 квітня 1871 р. в Трієсті.

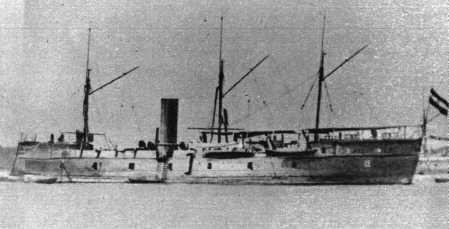
«Ерцгерцог Фердинанд Макс», флагманський корабель Тегетгоффа у 1866 р.
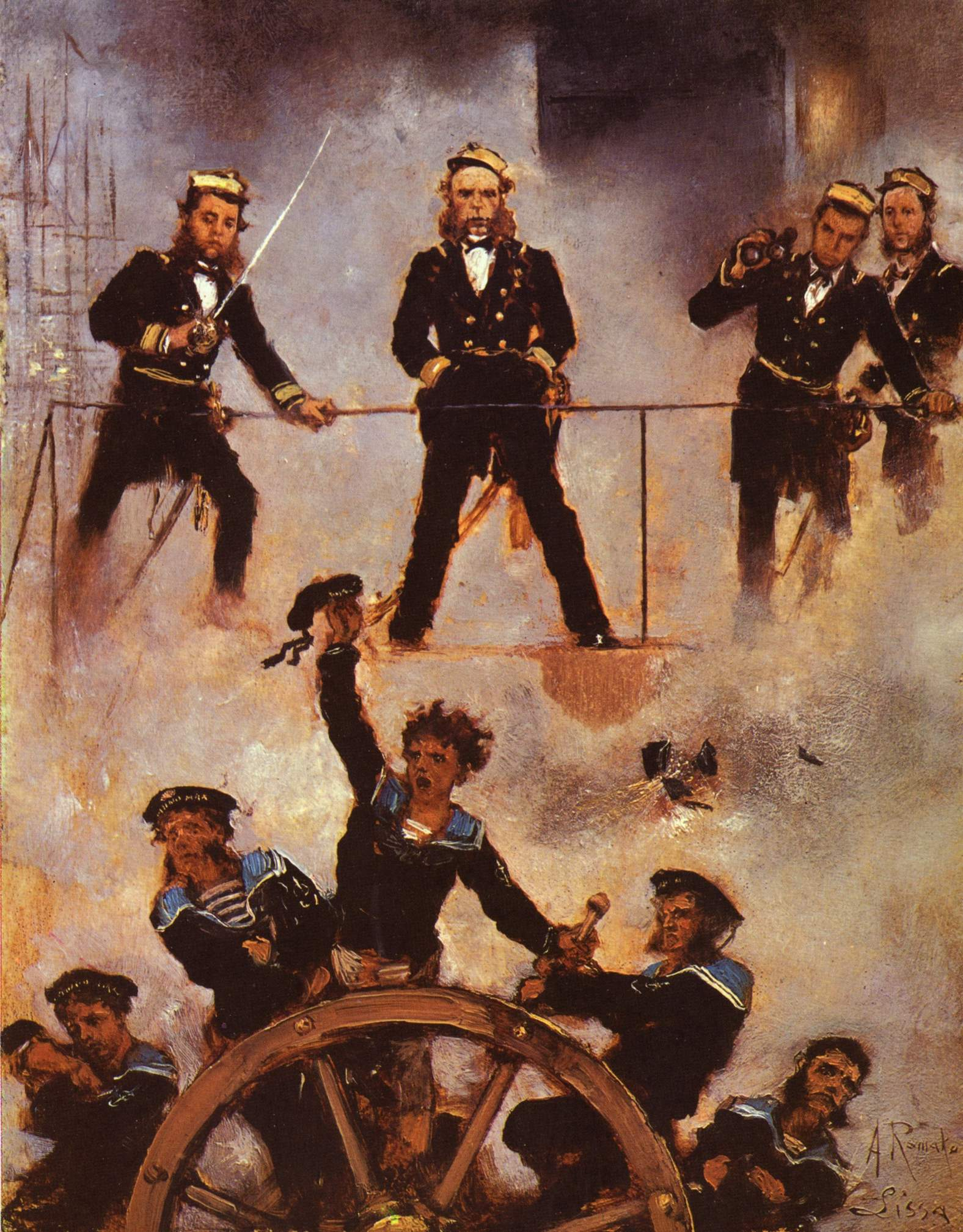
Адмірал Тегетгофф в битві біля Лісси. Худ. Антон Ромако, 1878-1880 р.
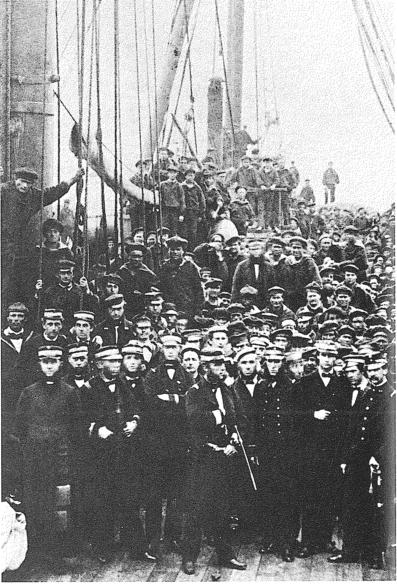
Тегетгофф з моряками у 1864 р.
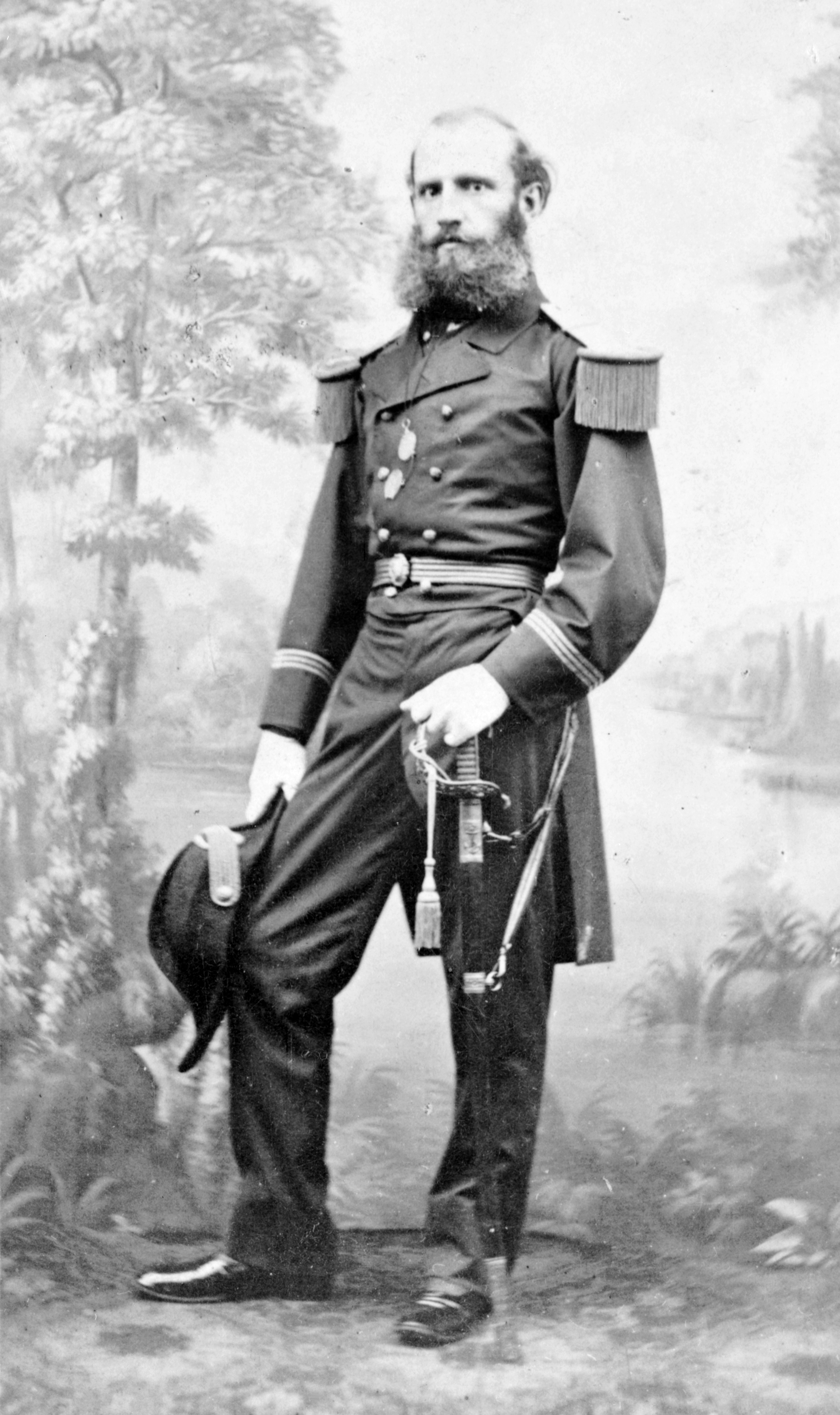
Тегетгофф у 1867 р.

## Нагороди
- Орден Залізної Корони 2-го класу (12 травня 1864)
- Військовий орден Марії Терезії, командорський хрест
- Орден Леопольда (Австрія), великий хрест
- Почесний громадянин міста Відень
- Орден Гваделупи, великий хрест (Мексиканська імперія)

## Пам'ять
Адмірал Тегетгофф є одним з найвідоміших морських командирів Австрійської імперії, завдяки перемозі у битві біля Лісси 1866 р. Адміралу поставили пам'ятники у Відні, Пулі та Граці. Його ім'ям були названі такі кораблі: 
- у 1872 р. полярна дослідницько моторно-вітрильна шхуна «Тегетгофф» (на якій в 1873 р. відкрили Землю Франца Йосифа. Першим відкриттям полярної експедиції був мис, названий мисом Тегетгоффа.)
- у 1878 р. казематний броненосець «Тегетгофф» (у 1912 р. перейменований на «Марс»)
- у 1912 р. лінкор «Тегетгофф» (перший серед лінкорів цього класу)[6].

У 2004 р. австрійський банк випустив пам'ятну монету номіналом 20 Євро "Панцерник «Ерцгерцог Фердинанд Макс» із зображенням адмірала Тегетгоффа в бою біля Лісси.

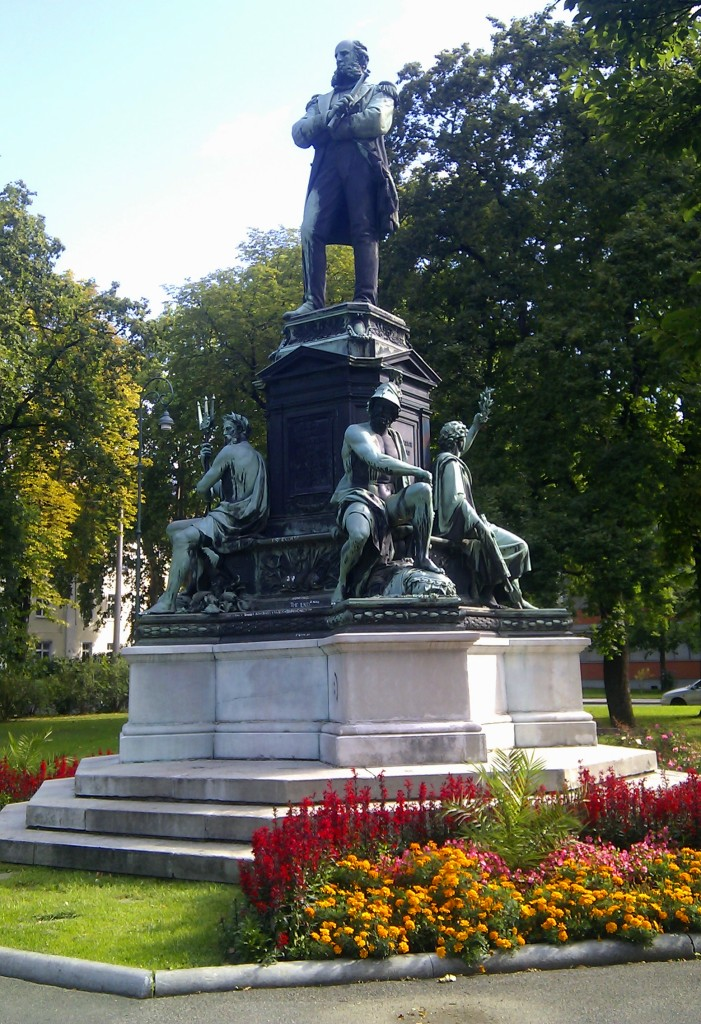
Пам'ятник у Граці.
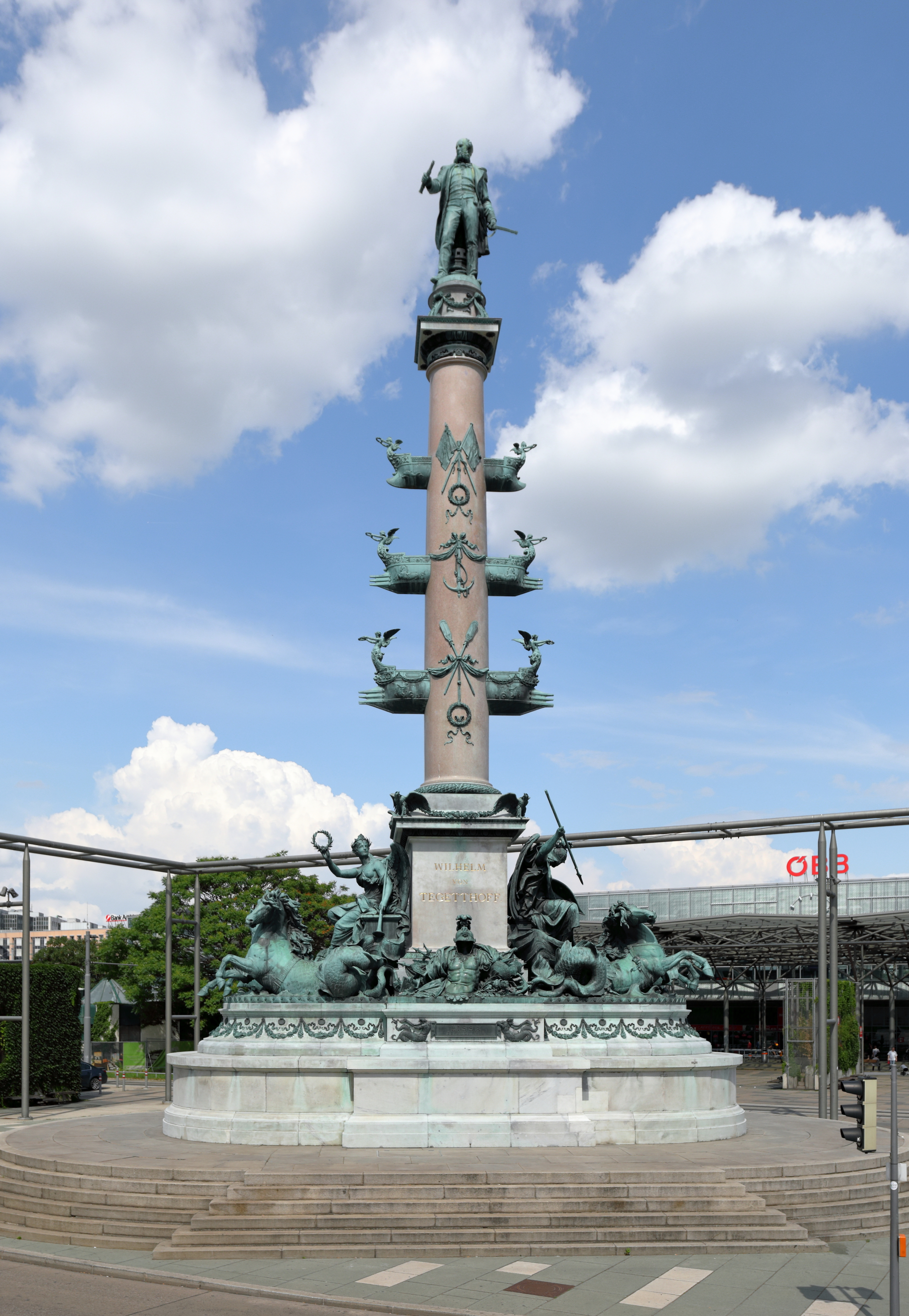
Монумент у Відні.
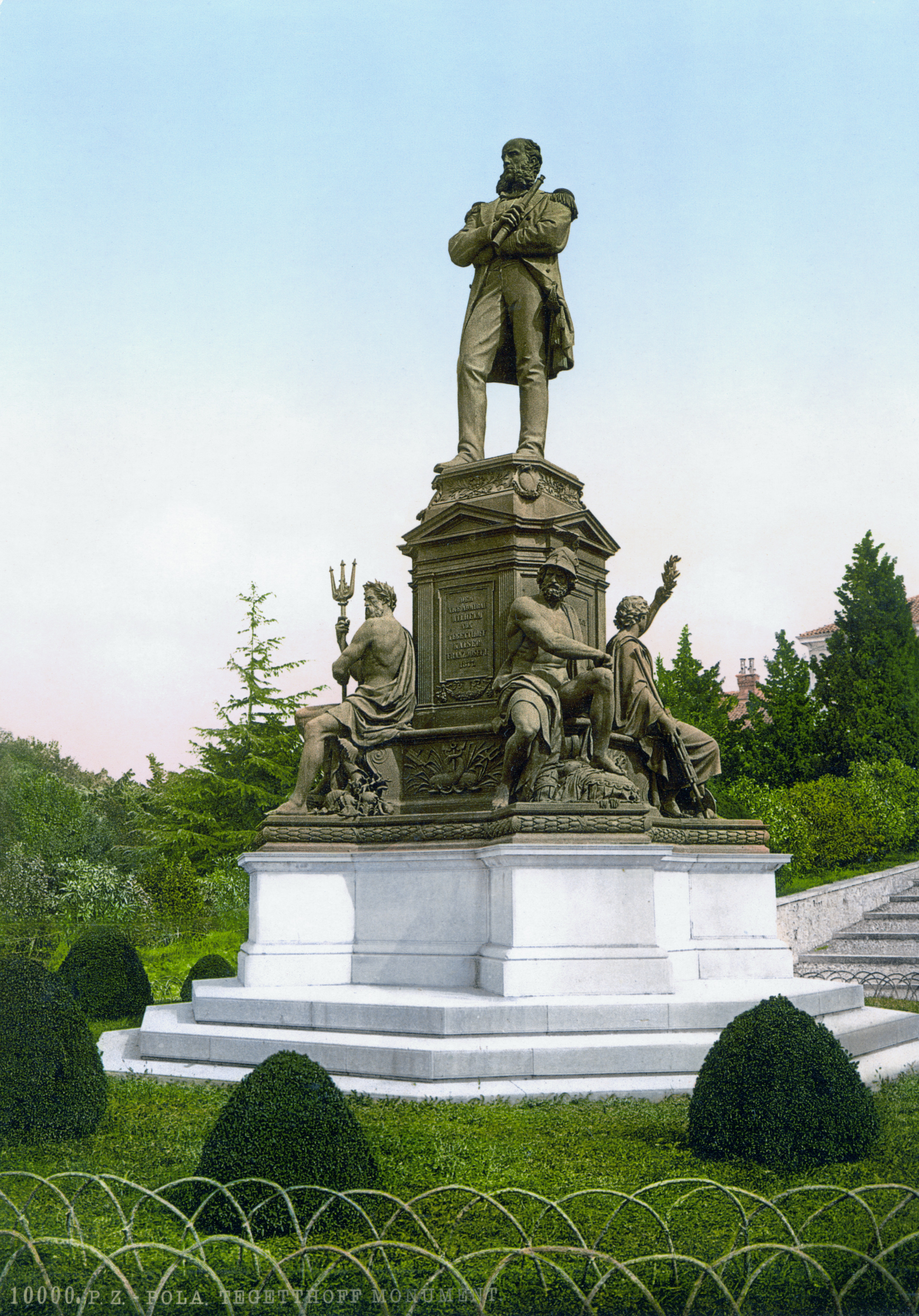
Пам'ятник в Пулі.
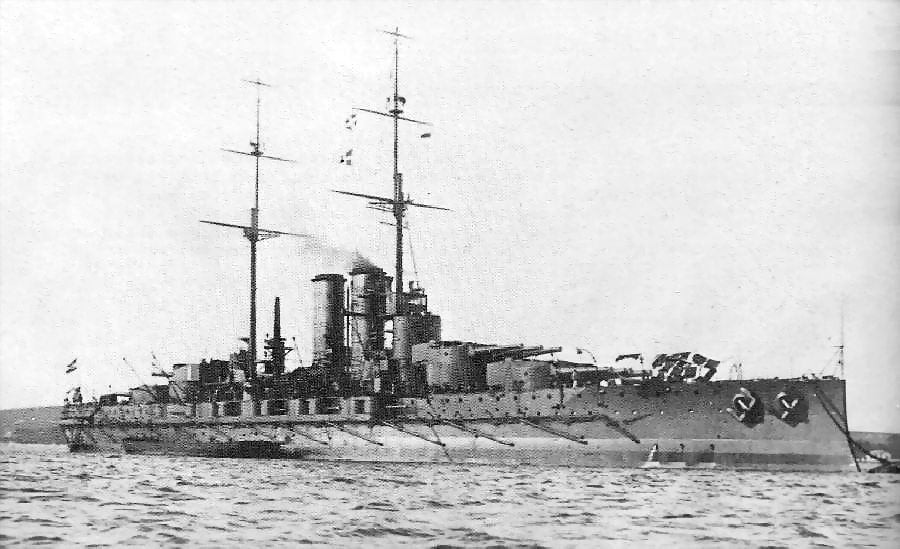
Лінійний корабель "Тегетгофф" (1912).
Австрійська пам'ятна монета 20 Євро 2004 р.